# 矢形海優
矢形 海優（やかた みゆ、1999年12月30日 - ）は、京都府出身の女子サッカー選手。マイナビ仙台レディース所属。サッカー日本女子代表。ポジションはフォワード。セレッソ大阪堺レディース（現セレッソ大阪ヤンマーレディース）3期生。

## 来歴

### クラブ
セレッソ大阪堺レディース
中学校入学に際して、現在のセレッソ大阪堺レディースであるセレッソ大阪レディースの入団セレクションに合格し入団。以降は大人のチームを相手に公式試合の経験を重ねることになる。
2015年、チャレンジリーグWEST初戦で前半で２得点を挙げた。もともとガッツあふれるストライカータイプであったが、オフ・ザ・ボールの動き、相手DFとのかけ引きなどのプレーを身につけその後も前線に欠かせない選手となった。
2016年、セレッソ大阪堺ガールズの選手として出場した第20回全日本女子ユース(U-18)サッカー選手権大会では全試合先発出場し、準決勝では決勝点を決めた。
2020年、公式戦全試合出場。前線からのハイプレスで攻守両面で貢献、リーグ戦ではチーム内トップの8得点を挙げた。翌年9月開幕の日本初の女子サッカープロリーグWEリーグに参入したマイナビ仙台レディースへ完全移籍することが発表された。
マイナビ仙台レディース
2021年、マイナビ仙台レディースにプロ契約で完全移籍加入。仙台では第4節のちふれASエルフェン埼玉戦にてWEリーグ初ゴールを挙げた。
2022-23シーズンは公式戦全試合に出場し7得点。
セレッソ大阪ヤンマーレディース
2023年7月1日、セレッソ大阪ヤンマーレディースへの復帰が発表された。
2024-25シーズン、勝負強さを発揮しリーグ戦第3節、第8節にハットトリックを決めた。10試合出場時点で10得点目を決め、目標のシーズン2桁得点を達成した。またリーグ全体でも最速だった。
マイナビ仙台レディース
2025年6月12日、3シーズンぶりにマイナビ仙台レディースへ完全移籍加入することが発表された。

### 代表
2016年6月、U-17日本女子代表中国遠征メンバーに選出された。
2017年3月、U-19日本女子代表候補メンバーに選出
2018年3月、U-20日本女子代表フランス遠征（4/1～9)のメンバーに玉櫻ことの、林穂之香、北村菜々美、宝田沙織と共に選出された。

## 個人成績

### クラブ
| クラブ                         | シーズン | リーグ         | 背番号 | リーグ戦 | リーグ戦 | カップ戦 | カップ戦 | リーグ杯 | リーグ杯 | AFC  | AFC  | 合計 | 合計 |
| クラブ                         | シーズン | リーグ         | 背番号 | 出場     | 得点     | 出場     | 得点     | 出場     | 得点     | 出場 | 得点 | 出場 | 得点 |
| ------------------------------ | -------- | -------------- | ------ | -------- | -------- | -------- | -------- | -------- | -------- | ---- | ---- | ---- | ---- |
| セレッソ大阪堺レディース       | 2013     | チャレンジ     | 22     | 1        | 0        | 0        | 0        | —        | —        | —    | —    | 1    | 0    |
| セレッソ大阪堺レディース       | 2014     | チャレンジ     | 22     | 20       | 3        | -        | -        | —        | —        | —    | —    | 20   | 3    |
| セレッソ大阪堺レディース       | 2015     | チャレンジWEST | 22     | 15       | 6        | -        | -        | —        | —        | —    | —    | 15   | 6    |
| セレッソ大阪堺レディース       | 2016     | なでしこ2部    | 13     | 18       | 4        | 2        | 0        | 8        | 1        | —    | —    | 28   | 5    |
| セレッソ大阪堺レディース       | 2017     | なでしこ2部    | 13     | 18       | 5        | 2        | 1        | 9        | 5        | —    | —    | 29   | 11   |
| セレッソ大阪堺レディース       | 2018     | なでしこ1部    | 13     | 18       | 4        | 2        | 0        | 8        | 2        | —    | —    | 28   | 6    |
| セレッソ大阪堺レディース       | 2019     | なでしこ2部    | 13     | 15       | 5        | 2        | 1        | 8        | 4        | -    | -    | 25   | 10   |
| セレッソ大阪堺レディース       | 2020     | なでしこ1部    | 13     | 18       | 8        | 3        | 2        | —        | —        | —    | —    | 21   | 10   |
| セレッソ大阪堺レディース       | 通算     | 通算           | 通算   | 123      | 35       | 11       | 4        | 33       | 12       | 0    | 0    | 167  | 51   |
| マイナビ仙台レディース         | 2021-22  | WE             | 27     | 18       | 7        | 1        | 0        | —        | —        | —    | —    | 19   | 7    |
| マイナビ仙台レディース         | 2022-23  | WE             | 8      | 20       | 4        | 1        | 1        | 5        | 2        | —    | —    | 26   | 7    |
| マイナビ仙台レディース         | 通算     | 通算           | 通算   | 38       | 11       | 2        | 1        | 5        | 2        | 0    | 0    | 45   | 14   |
| セレッソ大阪ヤンマーレディース | 2023-24  | WE             | 11     | 17       | 6        | 1        | 0        | 5        | 3        | -    | -    | 23   | 9    |
| セレッソ大阪ヤンマーレディース | 2024-25  | WE             | 11     | 22       | 11       | 1        | 0        | 6        | 1        | -    | -    | 29   | 12   |
| セレッソ大阪ヤンマーレディース | 通算     | 通算           | 通算   | 39       | 17       | 2        | 0        | 11       | 4        | 0    | 0    | 52   | 21   |
| マイナビ仙台レディース         | 2025/26  | WE             | 13     |          |          |          |          |          |          | -    | -    |      |      |
| 通算                           | 日本     | 日本           | 1部    | 113      | 40       | 9        | 3        | 24       | 8        | 0    | 0    | 146  | 51   |
| 通算                           | 日本     | 日本           | 2部    | 51       | 14       | 6        | 2        | 25       | 10       | 0    | 0    | 82   | 26   |
| 通算                           | 日本     | 日本           | 3部    | 36       | 9        | 0        | 0        | 0        | 0        | 0    | 0    | 36   | 9    |
| 総通算                         | 総通算   | 総通算         | 総通算 | 200      | 63       | 15       | 5        | 49       | 18       | 0    | 0    | 264  | 86   |

- 日本女子サッカーリーグ
  - 初出場 - 2013年9月8日 チャレンジリーグ 第20節 ジュ ブリーレ鹿児島戦 (霧島市国分陸上競技場)[17]
  - 初得点 - 2014年4月5日 チャレンジリーグ 第1節 ノジマステラ神奈川相模原戦 (相模原ギオンスタジアム)[17]

- WEリーグ
  - 初出場 - 2021年9月12日 第1節 ノジマステラ神奈川相模原戦 (ユアテックスタジアム仙台)[18]
  - 初得点 - 2021年10月2日 第4節 ちふれASエルフェン埼玉戦 (熊谷スポーツ文化公園陸上競技場)[18]

- 国内リーグ戦通算150試合出場 - 2023年3月5日 2022-23 WEリーグ 第9節 INAC神戸レオネッサ戦 (ユアテックスタジアム仙台)
- 国内リーグ戦通算200試合出場 - 2025年5月17日 2024-25 WEリーグ 第22節 大宮アルディージャVENTUS戦 (ヨドコウ桜スタジアム)

### 代表
- 2025年7月9日 - 日本代表初出場 -  チャイニーズタイペイ戦 (EAFF E-1サッカー選手権2025)
- 2025年7月9日 - 日本代表初得点 -  チャイニーズタイペイ戦 (EAFF E-1サッカー選手権2025)

#### 主な出場大会
- 日本代表
  - 2025年 - EAFF E-1サッカー選手権2025

#### 試合数
| 日本代表 | 国際Aマッチ | 国際Aマッチ |
| 年       | 出場        | 得点        |
| -------- | ----------- | ----------- |
| 2025     | 3           | 1           |
| 通算     | 3           | 1           |

2025年7月16日現在

#### 出場試合
| 出場試合一覧 | 出場試合一覧  | 出場試合一覧 | 出場試合一覧             | 出場試合一覧         | 出場試合一覧 | 出場試合一覧       | 出場試合一覧               | 出場試合一覧 |
| #            | 開催日        | 開催都市     | スタジアム               | 対戦国               | 結果         | 監督               | 大会                       | 出典         |
| ------------ | ------------- | ------------ | ------------------------ | -------------------- | ------------ | ------------------ | -------------------------- | ------------ |
| 1.           | 2025年7月9日  | 水原         | 水原ワールドカップ競技場 | チャイニーズタイペイ | ○ 4-0        | ニルス・ニールセン | EAFF E-1サッカー選手権2025 | [ 19 ]       |
| 2.           | 2025年7月13日 | 華城         | 華城総合運動場           | 韓国                 | △ 1-1        | ニルス・ニールセン | EAFF E-1サッカー選手権2025 | [ 20 ]       |
| 3.           | 2025年7月16日 | 水原         | 水原ワールドカップ競技場 | 中華人民共和国       | △ 0-0        | ニルス・ニールセン | EAFF E-1サッカー選手権2025 | [ 21 ]       |

#### ゴール
| ゴール一覧 | ゴール一覧   | ゴール一覧 | ゴール一覧               | ゴール一覧           | ゴール一覧 | ゴール一覧         | ゴール一覧                 | ゴール一覧 |
| #          | 開催日       | 開催都市   | スタジアム               | 対戦国               | 結果       | 監督               | 大会                       | 出典       |
| ---------- | ------------ | ---------- | ------------------------ | -------------------- | ---------- | ------------------ | -------------------------- | ---------- |
| 1.         | 2025年7月9日 | 水原       | 水原ワールドカップ競技場 | チャイニーズタイペイ | ○ 4-0      | ニルス・ニールセン | EAFF E-1サッカー選手権2025 | [ 22 ]     |

## タイトル

### クラブ
- セレッソ大阪堺ガールズ
  - JFA 全日本U-18女子サッカー選手権大会: 2回 (2015、2016)

- セレッソ大阪堺レディース
  - なでしこリーグカップ2部: 2回 (2017、2019)
  - チャレンジリーグWEST: 1回 (2015、無敗優勝)

### 個人
- WEリーグ
  - 優秀選手賞: 1回 (2024-25)